# Likodra (Krupanj)
Pour les articles homonymes, voir Likodra.
Likodra (en serbe cyrillique : Ликодра) est un village de Serbie situé dans la municipalité de Krupanj, district de Mačva. Au recensement de 2011, il comptait 703 habitants.

## Démographie

### Évolution historique de la population
| 1948  | 1953  | 1961  | 1971  | 1981  | 1991  | 2002 | 2011 |
| ----- | ----- | ----- | ----- | ----- | ----- | ---- | ---- |
| 1 338 | 1 347 | 1 313 | 1 305 | 1 220 | 1 052 | 874  | 703  |

|  |